# ماغي ماكنمارا
مارغريت «ماغي» ماكنمارا (بالإنجليزية: Maggie McNamara)‏ (18 يونيو 1928 - 18 فبراير 1978) ممثلة تلفزيونية سينمائية ومسرحية أمريكية. ظهرت في ثلاثة أفلام فقط بعد فيلم "القمر أزرق"، وكان آخرها فيلم "الكاردينال" عام 1963. بعد خمسة أدوار ضيفة في مسلسلات تلفزيونية في أوائل الستينيات، اعتزلت التمثيل. عملت كاتبة على الآلة الكاتبة في مدينة نيويورك طوال حياتها. في 18 فبراير 1978، توفيت ماكنمارا عن عمر يناهز 49 عامًا بسبب جرعة زائدة متعمدة من الباربيتورات.

## نشأتها
وُلدت ماكنمارا في مدينة نيويورك، وهي واحدة من أربعة أبناء لتيموثي وهيلين (ني فليمنج) ماكنمارا. كان والدها من أصل أيرلندي، بينما وُلدت والدتها في إنجلترا لوالدين أيرلنديين. كان لماكنمارا شقيقتان، هيلين وكاثلين، وشقيق اسمه روبرت. انفصل والداها عندما كانت في التاسعة من عمرها.
درست في مدرسة النسيج الثانوية في نيويورك. في سن المراهقة، اكتُشفت ماكنمارا عندما رأى وكيل عروض الأزياء جون روبرت باورز صورًا لها في منزل أحد أصدقائها. بتشجيع من والدتها، وقّعت ماكنمارا عقدًا مع وكالته، وبينما كانت لا تزال في المدرسة الثانوية، بدأت العمل كعارضة أزياء مراهقة. كانت واحدة من أنجح عارضات الأزياء المراهقات في ذلك الوقت، وظهرت في مجلات سيفينتين، لايف هاربر بازار و فوغ.

## روابط خارجية
- ماغي ماكنمارا على موقع IMDb (الإنجليزية)
- ماغي ماكنمارا على موقع روتن توميتوز (الإنجليزية)
- ماغي ماكنمارا على موقع ألو سيني (الفرنسية)
- ماغي ماكنمارا على موقع تيرنر كلاسيك موفيز (الإنجليزية)
- ماغي ماكنمارا على موقع أول موفي (الإنجليزية)
- ماغي ماكنمارا على موقع قاعدة بيانات برودواي على الإنترنت (الإنجليزية)
- ماغي ماكنمارا على موقع قاعدة بيانات الأفلام السويدية (السويدية)
- ماغي ماكنمارا على موقع إن إن دي بي (الإنجليزية)
- ماغي ماكنمارا على موقع قاعدة بيانات الفيلم (الإنجليزية)
- ماغي ماكنمارا على موقع كينوبويسك (الروسية)
- ماغي ماكنمارا على موقع فايند أغريف